# Rudolf von Wagner-Frommenhausen
Rudolf Freiherr von Wagner-Frommenhausen (* 19. Dezember 1822 in Frommenhausen; † 10. Februar 1891 in Stuttgart) war ein württembergischer Generalleutnant und Kriegsminister.

## Abstammung
Die katholische Familie Wagner war im Jahre 1656 von Kaiser Ferdinand III. geadelt und mit dem Prädikat von Frommenhausen versehen worden, wobei sie zugleich das Gut im Dorf Frommenhausen im Amt Rottenburg der vorderösterreichischen Grafschaft Hohenberg als Lehen erhielt.
Seine Eltern waren der Freiherr Karl Fiedel Anton von Wagner-Frommenhausen (* 14. November 1778) und dessen Ehefrau Maria Cressentia Epplen von Hartenstein (* 15. Juni 1788).

## Leben
Nach dem Besuch der Kriegsschule in Ludwigsburg wurde Wagner-Frommenhausen 1843 zum Leutnant ernannt. Er diente zunächst bei der Artillerie und später im württembergischen Generalstab. Von Februar bis Herbst 1866 während des Deutschen Krieges war er Militärbevollmächtigter des 8. Armee-Corps beim Deutschen Bundestag in Frankfurt. Danach bis Frühjahr 1867 war er bei der Liquidationskommission in Frankfurt der Abgesandte Württembergs.
Danach wurde Wagner-Frommenhausen zum Generalmajor und gleichzeitig zum Chef des württembergischen Kriegsdepartements ernannt. Er war der Nachfolger des Kriegsministers Oskar von Hardegg. Am 27. September 1868 erfolgte seine Beförderung zum Generalleutnant und die Ernennung zum Kriegsminister. Wagner-Frommenhausen hatte versucht, die württembergischen Streitkräfte nach preußischem Vorbild zu reorganisieren. Im Jahr 1868 setzte er gegen heftigen Widerstand ein neues Kriegsdienstgesetz und damit die allgemeine Wehrpflicht durch. Gegen die Politik des Ministers gab es weiteren Widerstand aus der Öffentlichkeit und aus dem Landtag. Die Mehrheit der Abgeordneten forderte eine Verringerung der Präsenzzeit und eine Verminderung des Militärbudgets. Vor diesem Hintergrund trat Wagner-Frommenhausen am 23. März 1870 vom Amt des Kriegsministers zurück.
Nach dem Ausscheiden aus dem Amt wurde Wagner-Frommenhausen 1871 in den Reichstag gewählt. Er vertrat den Wahlkreis Württemberg 6 (Reutlingen, Tübingen, Rottenburg). Im Parlament gehörte er der Fraktion der Deutschen Reichspartei an. An weiterer öffentlicher Betätigung hinderte ihn bald sein schlechter Gesundheitszustand. Die letzten Jahre seines Lebens war er an das Krankenbett gefesselt. Er schrieb Das Jagdwesen in Württemberg unter den Herzögen. Ein Beitrag zur deutschen Kultur- und Rechtsgeschichte. Er war Ehrenbürger seines Heimatortes.